# 陸澹安
陸澹安（1894年—1980年），原名陸衍文，字澹庵，齋名瓊華館，江蘇吳縣人。

## 生平
早年学习桐城派古文，以古文作《百奇人传》，1915年，加入南社，考入上海南学院法科系。陸澹安是中國早期推理小说家，曾在《大世界报》、《金刚钻报》等报纸上发表作品。

## 著作
推理小说有《棉里针》《古塔孤囚》《隔墙人面》《夜半呼声》与《怪函》等，再集为《李飞探案集》出版。